# Doryctes hedini
Doryctes hedini är en stekelart som först beskrevs av Josef Fahringer 1934.  Doryctes hedini ingår i släktet Doryctes och familjen bracksteklar. Inga underarter finns listade i Catalogue of Life.